# Illa Goudier
L'illot Goudier és una petita illa amb una aparença de roca polida que es troba a 1 quilòmetre al nord de la punta Jougla al Port Lockroy, illa Wiencke, a l'arxipèlag de Palmer. Va ser descobert per la Tercera Expedició Antàrtica Francesa, la qual va estar al comandament de Jean-Baptiste Charcot, i va ser nomenat en honor a E. Goudier, enginyer cap del vaixell d'expedició Français.
L'Operació Tabarín va establir una base de recerca (Base A) a l'illa el 1944. La recerca va continuar fins a 1962 quan les operacions es van transferir a la Base F (Base Faraday) a les illes Argentina. Va ser restaurada el 1996 i ara és una de les atraccions turístiques més populars a l'Antàrtida.

## Reclamacions territorials
l'Argentina inclou a l'illa en el departament Antàrtida Argentina dins de la província de Terra del Foc, Antàrtida i Illes de l'Atlàntic Sud; per a Xile forma part de la Comuna Antàrtica de la província Antàrtica Xilena dins de la Regió de Magallanes i de l'Antàrtica Xilena; i per al Regne Unit integra el Territori Antàrtic Britànic. Les tres reclamacions estan subjectes a les disposicions del Tractat Antàrtic.